# عنا (البقاع)
عنا  هي إحدى القرى اللبنانية من قرى قضاء البقاع الغربي في محافظة البقاع.